# IC 5304
IC 5304 ist eine elliptische Galaxie vom Hubble-Typ E/S0 im Sternbild Aquarius auf der Ekliptik.  Sie ist schätzungsweise 433 Millionen Lichtjahre von der Milchstraße entfernt und hat einen Durchmesser von etwa 180.000 Lj.
Im selben Himmelsareal befindet sich u. a. die Galaxie IC 1479.
Das Objekt wurde am 26. Juli 1897 von Lewis Swift entdeckt.